# Barlovento (Santa Cruz de Tenerife)
Barlovento er en by og kommune i det sydvestlige Spanien på øen La Palma i provinsen Santa Cruz de Tenerife, De Kanariske Øer. Den har et indbyggertal på 2.014 (2024) indbyggere.